# Іван Грозний
Іва́н Вас́ильович на прізвисько Гро́зний або Іва́н IV (рос. Иван (Иоанн) Грозный; 25 серпня 1530, с. Коломенське поблизу Москви — 18 (28) березня 1584, Москва) — великий князь московський з 1533 р., перший московський цар з 1547 року. Походив з роду Калитовичів, молодшої гілки роду Юрійовичів. Син великого князя московського Василя III та Олени Василівни Глинської, яка походила з українсько-литовського роду Глинських, нащадків темника Мамая. Увійшов в історію Росії як дуже суперечлива особистість: з одного боку — як жорстокий тиран і людина з хворобливою психікою, а з іншого — як реформатор і публіцист, автор літературних «послань» до різних діячів. У сучасній Російській Федерації вважається національним героєм.
За правління Івана Грозного почали скликати Земські собори, укладений Судебник 1550 року. Проведені реформи суду та управління, зокрема впроваджені елементи самоврядування на місцевому рівні (губна, земська і інші реформи). Після зради князя Курбського запроваджена опричнина. При Іванові IV вперше встановлені торговельні зв'язки з Англією (1553) та Голландією, заснована перша друкарня у Москві. Підкорені Казанське (1552) та Астраханське (1556) ханства. У 1558—1583 роках велася Лівонська війна за вихід до Балтійського моря і вперта боротьба проти протекторату кримського хана Девлет I Ґерая. Після перемоги у Молодинській битві (1572) Московська держава укріпила за собою права на Казанське та Астраханське ханства, а також розпочала загарбання Сибірського ханства (1581).
Номінально (з 4 грудня 1533 р. по 18 березня 1584) правив найдовше серед усіх російських монархів — 50 років та 105 днів.

## Ім'я
Прізвисько «Грозний» дано йому тому, що у день його народження йшла гроза.

## Титули
Титулувався як «Государ всієї Русі і великий князь володимирський, і московський, і новгородський, і псковський, і тверський, і пермський, і югорський, і болгарський, та інших». Частковий (скорочений) його титул, який зазвичай цитують, звучить як: «великий князь Московський, Великий государ, Божою милістю цар і великий князь» (послуговувався таким титулом з 16 січня 1547 р. до 18 березня 1584 р., крім 1575—1576 рр., коли «великим князем» був Симеон Бекбулатович).

## Життєпис

### Дитинство і юність

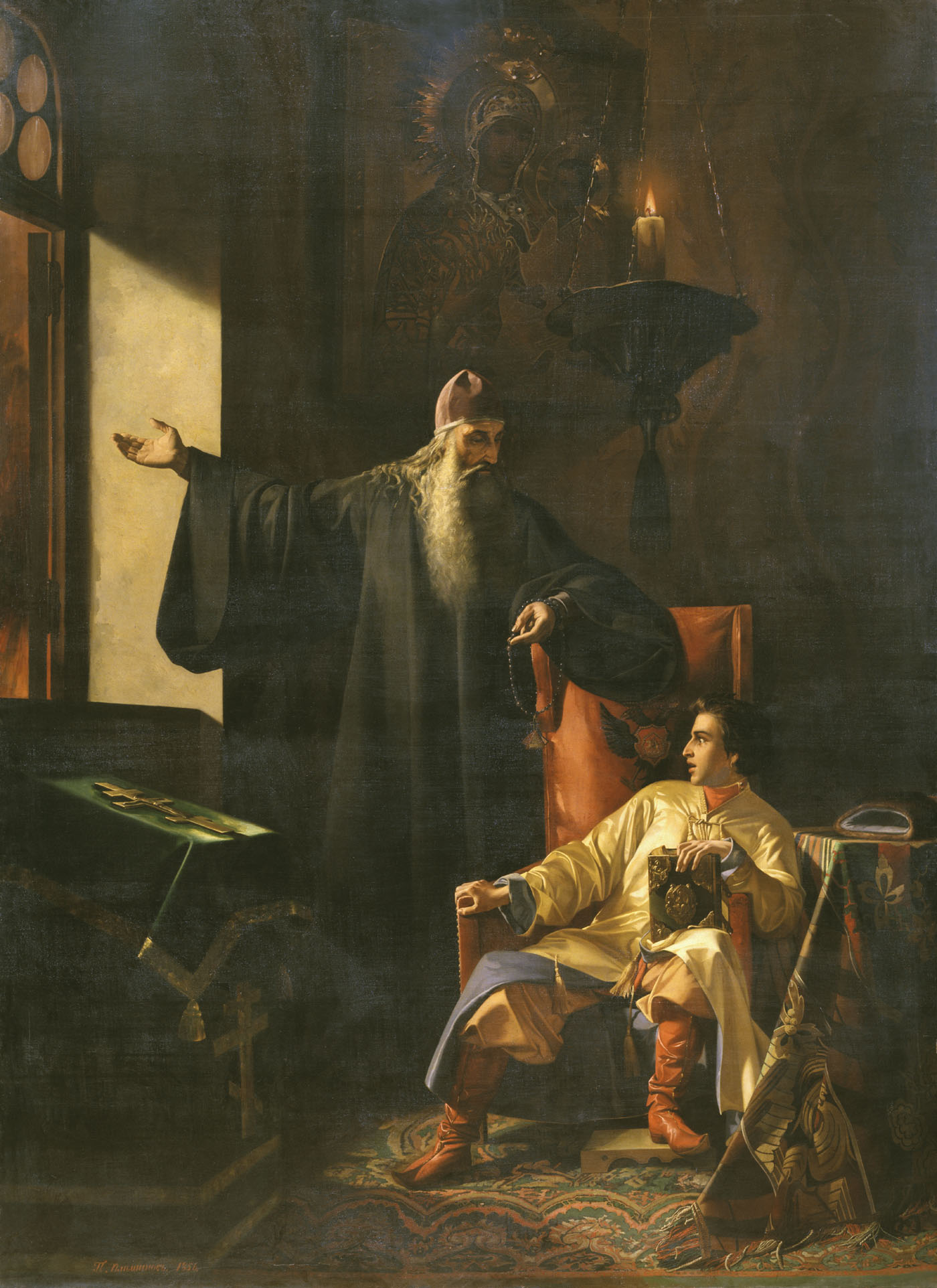
Цар Іоанн Грозний та ієрей Сильвестр під час великої московської пожежі 24 червня 1547 року. Худ. П. Ф. Плешанов (1855)

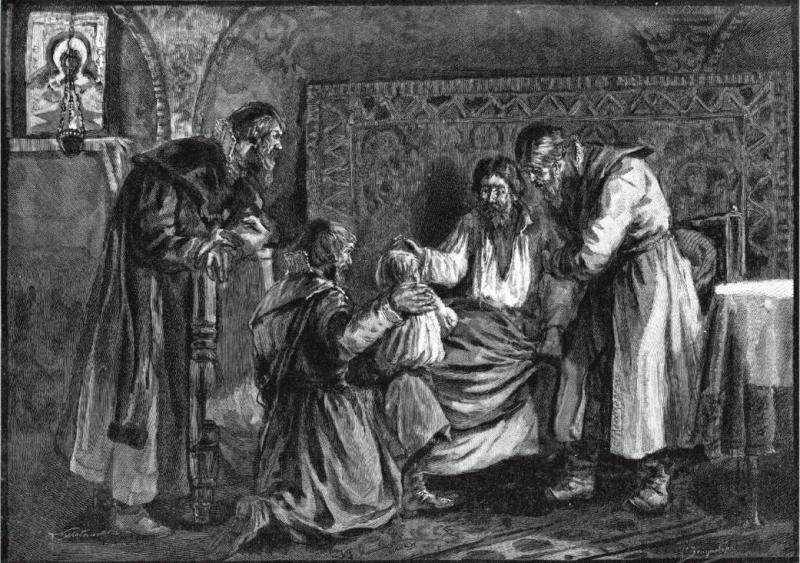
Василь ІІІ благословляє сина перед кончиною (гравюра ХІХ ст.)

Після смерті батька трирічний Іван залишився під опікою матері, яка була його регенткою. Проте замість того, аби за волею Василя ІІІ управляти країною при малолітньому княжичеві разом боярською Думою, куди входили брати покійного великого князя та двадцять бояр, велика княгиня наблизила до себе боярина Івана Телепнєва Овчину-Оболенського, котрий відтоді мав значний вплив на державні справи. Вона також провела ряд реформ (в тому числі грошову).
Княгиня Олена Глинська померла в ніч з 3 на 4 квітня 1538. Її фаворит боярин Іван Телепнєв Овчина-Оболенський закінчив життя у в'язниці.
У 1538—1547 — до повноліття царевича — тривало боярське правління. Подальший розвиток боярського правління за усталеним поглядом відбувався за такою схемою: до влади прийшли бояри Шуйські (1538—1540), потім їх змінив «уряд» І. Ф. Бєльського (1540—1542), але палацовий переворот у січні 1542 знову привів до влади Шуйських (1542—1543), потім при владі були Кубенські (1544—1546), а в 1546—1547 — бояри Глинські.
Іван зростав в умовах палацових переворотів, боротьби за владу ворогуючих між собою боярських родів Шуйських та Бєльських. Вбивства, інтриги і насильство, що оточували його, сприяли розвитку його підозрілості, мстивості й жорстокості. Схильність знущатися над живими істотами проявилася в Івана вже в дитинстві, і щонайближчі схвалювали це.
У кінці грудня 1543 тринадцятилітній князь-сирота вперше показав свій норов — арештував одного із найвпливовіших бояр, князя Андрія Шуйського, та «велів його віддати псарям, і псарі взяша и убіша його, коли тягнули до тюрми». «І з того часу (зауважує літопис) почали бояри від государя страх мати».
Одними із сильних юнацьких вражень царя були «велика пожежа» (див. Московська пожежа (1547)) і Московське повстання 1547. У вогні червневої пожежі загинуло 1 700 осіб. Тоді горів Кремль і різні церкви та монастирі. До сімнадцятирічного віку Іван вже вчинив стільки страт і жорстокостей, що сприйняв спустошливу пожежу в Москві в 1547 як відплату за свої гріхи. У посланні до церковного собору 1551 р. він згадував: «Господь карав мене за гріхи то потопом, то мором, і все я не каявся; врешті-решт Бог послав великі пожежі: і ввійшов страх в душу мою, і трепет в кості мої, і збентежився дух мій».
Столицею поповзли чутки, що в пожежі винні «лиходії» Глинські.
Після вбивства одного з них, родича царя, бунтівники з'явилися у селі Воробйовому, де сховався великий князь, і зажадали видачі інших Глинських. З великими труднощами вдалося умовити натовп розійтися, переконавши його, що їх у Воробйовому немає. Ледве небезпека минула, цар наказав заарештувати головних змовників і стратити їх.

### Вінчання на царство. Військові походи і державні реформи

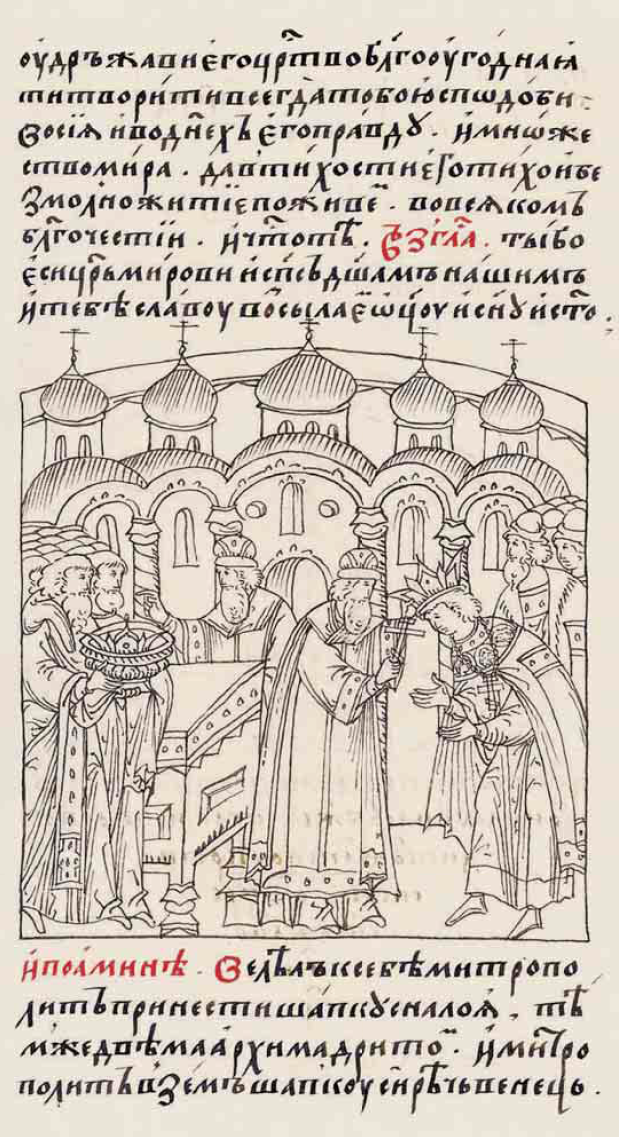
Вінчання на царство Івана Грозного. Мініатюра Лицьового літописного зводу (друга половина XVI ст.)

Улюбленою ідеєю царя, усвідомленою вже в юності, стала думка про необмежену самодержавну владу. Ця ідея спиралася на створену за Василя III концепцію «Москви — Третього Риму», що стала ідеологічним підґрунтям московського самодержавства. Іван, зважаючи, що його бабуся по батькові Софія Палеолог була племінницею останнього візантійського імператора Костянтина ХI Палеолога, вважав себе нащадком римських імператорів.
16 січня 1547 року в Успенському соборі Московського Кремля відбулося урочисте вінчання на царство великого князя Івана IV. На нього були покладені знаки царської гідності: хрест Животворящого Дерева, барми і шапка Мономаха.
Самопроголошення Івана царем не вплинуло на визнання за ним цього титулу тогочасним світовим співтовариством: вже з 1554 р. титул «імператора» визнавався за Іваном IV протестантською Англією (королева Єлизавета); 1562 р. царський титул Івана був підтверджений соборною грамотою константинопольського патріарха ; з 1576 р. Іван визнавався царем «всєя Русі» імператором Священної Римської імперії Максиміліаном II. І лише Польща та Велике князівство Литовське, а згодом і об'єднана Річ Посполита, ніколи так і не визнали за Іваном IV царського титулу та іменували його великим князем.
Царський титул дозволяв зайняти поважнішу позицію у дипломатичних зносинах із Західною Європою. Великокнязівський титул перекладали як «принц» чи навіть «великий герцог». Титул же «цар» або зовсім не перекладали, або перекладали як «імператор». Московський самодержець тим самим ставав врівень з єдиним у Європі імператором Священної Римської імперії.
З 1549 року правив разом з Вибраною радою (окольничий Олексій Адашев, митрополит Макарій, князь Андрій Курбський, протопоп Сильвестр). У тому ж 1549 засновано Посольський приказ, очолений Іваном Вісковатим; починає формуватися приказна система управління Московського царства.
Іван IV провів ряд реформ, спрямованих на централізацію держави: земську реформу, губну реформу, перебудову армії. У 1550 прийнято новий Судебник Івана IV. У 1549 скликано перший Земський собор, 1551 — Стоглавий собор, що прийняв збірник рішень про церковне життя «Стоглав».

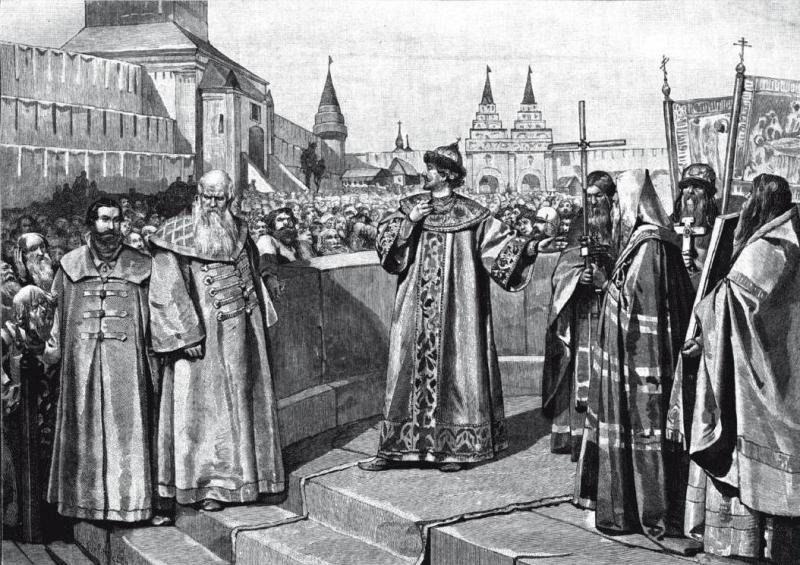
Цар Іоанн IV відкриває перший Земський собор своєю покаянною промовою. Гравюра з рисунка К. В. Лебедева (1894)

У 1550—1551 особисто брав участь у Казанських походах. У 1552 підкорено Казань, потім Астраханське ханство (1556), в залежність від московитського царя потрапили сибірський хан Єдигер і Ногай Великий.
З 1553 встановлюються торговельні відносини з Англією (див.: Московська торговельна компанія).

### Лівонська війна і встановлення опричнини
У 1558 році розпочав Лівонську війну за узбережжя Балтійського моря. Спочатку військові дії розвивалися успішно для Московії. До 1560 армія Лівонського ордена була остаточно розгромлена, а сам Орден перестав існувати.
Тим часом у внутрішньому становищі країни відбулися серйозні зміни. Близько 1560 цар порвав з діячами Вибраної ради і наклав на них різні опали; особливо жорстоким до боярства цар став після несподіваної смерті цариці Анастасії (7/20 серпня 1560), підозрюючи, що її отруїли. На думку деяких істориків, Сильвестр і Адашев, розуміючи, що Лівонська війна не обіцяє Московії успіху, безуспішно радили царю піти на угоду з ворогом. У 1563 році московські війська заволоділи Полоцьком, на той час великою литовською фортецею. Цар особливо пишався цією перемогою, здобутою вже після розриву з Вибраною радою. Проте вже в 1564 році Московія зазнала серйозної поразки. Цар став шукати «винних», почалися опали і страти.

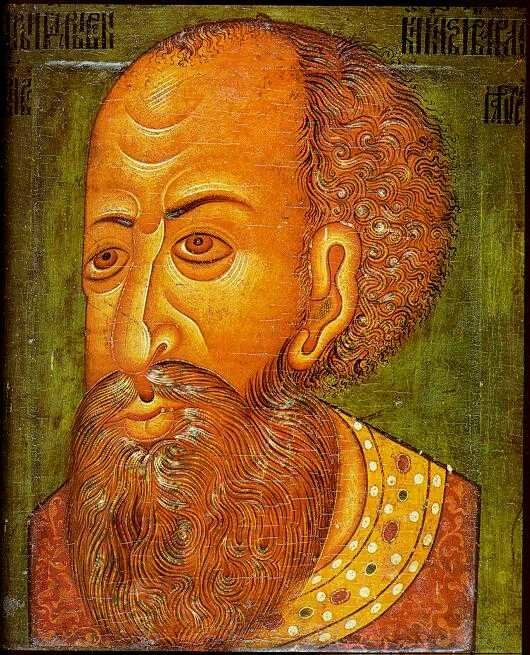
Парсуна кінця XVI — поч. XVII століття, т. зв. «Копенгагенський портрет» Івана Грозного

Іван IV дедалі більше переймався думкою про встановлення особистої диктатури. У 1565 він оголосив про введення в країні опричнини. Країна ділилася на дві частини: території, що не входили до опричнини, називалися Земщина, кожен опричник приносив клятву на вірність цареві і зобов'язувався не спілкуватися з земськими. Опричники вдягалися в чорний одяг, подібний до чернечого. Кінні опричники мали особливі знаки відмінності, до сідел чіплялися похмурі символи епохи: мітла — щоб вимітати зраду, і собачі голови — щоб вигризати зраду. За допомогою опричників, які були звільнені від судової відповідальності, Іван IV насильно конфісковував боярські вотчини, передаючи їх дворянам-опричникам. Страти і опали супроводжувалися терором і розбоєм серед населення. Значною подією опричнини був новгородський погром у січні-лютому 1570, приводом до якого стала підозра у бажанні Новгорода відійти до Литви. Цар особисто керував походом. Були пограбовані всі міста на шляху від Москви до Новгорода. Під час цього походу в грудні 1569 Малюта Скуратов задушив у тверському Отрочому монастирі митрополита Пилипа, що намагався протистояти царю. Вважається, що число жертв у Новгороді, де тоді проживало не більше 30 тисяч осіб, досягло 10-15 тисяч.
Більшість істориків вважають, що в 1572 цар скасував опричнину. Свою роль відіграв напад на Москву в 1571 кримського хана Девлет-Гірея, що його опричницьке військо не змогло зупинити; були підпалені будівлі, вогонь перекинувся на Китай-город і Кремль.
У 1574 вдався до дивних дій — зрікся титулу царя-спадкоємця візантійського і звів на нього Симеона Бекбулатовича, що пробув царем Московії та великим князем всієї Русі 11 місяців.
Грозний у цей час оселився у скромній будівлі на Петрівці. У своїх посланнях Симеону Іван Грозний дотримувався пройнятих приниженнями формул звернень підданого до царя:«Государю великому князю Семиону Бекбулатовичю всеа Русии Иванец Васильев с своими детишками, с Ыванцом да с Федорцом, челом бьют». Фактично правителем держави залишався Іван Васильович, що потім повернувся на трон, а царя Симеона жалував великим князем Тверським. Причиною зміщення Симеона було названо «свавілля», який вчинив Бекбулатович, і полягало в тому, що він наказав знищити всі документи, на підставі яких церква володіла землями. За версією Акуніна цей «політичний маскарад» був організований як махінація, щоб відібрати землі церкви.
Поділ країни згубно позначився на економіці держави. Величезне число земель було зруйноване і спустошене. У 1581, з метою запобігти запустінню земель, Іван запровадив заповідні літа — тимчасову заборону селянам йти від своїх господарів у Юріїв день, що сприяло утвердженню в Московії кріпацтва. Лівонська війна завершилася повною невдачею і втратою земель, що належали Московській державі. Об'єктивні підсумки царювання Іван Грозний міг побачити вже за життя: це був провал усіх внутрішньо- та зовнішньополітичних починань. З 1578 цар перестав страчувати. Майже в цей же час він наказав скласти синодики (поминальні списки) страчених і розіслати по монастирях вклади на поминання їх душ; у заповіті 1579 р. каявся у скоєному.
Періоди покаяння і молитви змінювалися страшними нападами люті. Під час одного з таких нападів 9 листопада 1581 в Олександрівській слободі цар випадково поранив свого сина Івана Івановича, потрапивши палицею із залізним наконечником йому в скроню, а через 11 днів той помер. Смерть спадкоємця привела царя у відчай, оскільки інший його син, Федір Іванович, був нездатний керувати країною. Іван Грозний відправив у монастир великий внесок на поминання душі сина, навіть сам думав піти у монастир.
Іван IV Грозний попросив миру в короля Польщі Стефана Баторія за посередництва Папи Урбана VII, в результаті перемовин була підписана Ям-Запольська угода.

### Смерть
Помер через затяжні хвороби (сифіліс, остеофіти) 18 березня 1584 за грою в шахи з князем Богданом Бельським (зятем Малюти Скуратова).

## Підсумки правління
Сучасник Грозного лютеранський пастор Павло Одерборн (? — 1608) у написаному ним з розповідей німців, що були на службі або в полоні московського царя, політичному памфлеті «Життя Іоанна Васильовича, великого князя Московії» (1585 р.), характеризуючи абсолютистські московські порядки тих часів, писав, що государя, рівного Грозному за тиранією, за авторитетом, за силою влади, він не знав серед його сусідів. Подібні спостереження зауважують у своїх творах і інші сучасники Івана (Йоганн Таубе і Елерт Крузе, Генріх Штаден, Альберт Шліхтінг, Джильс Флетчер та ін.).

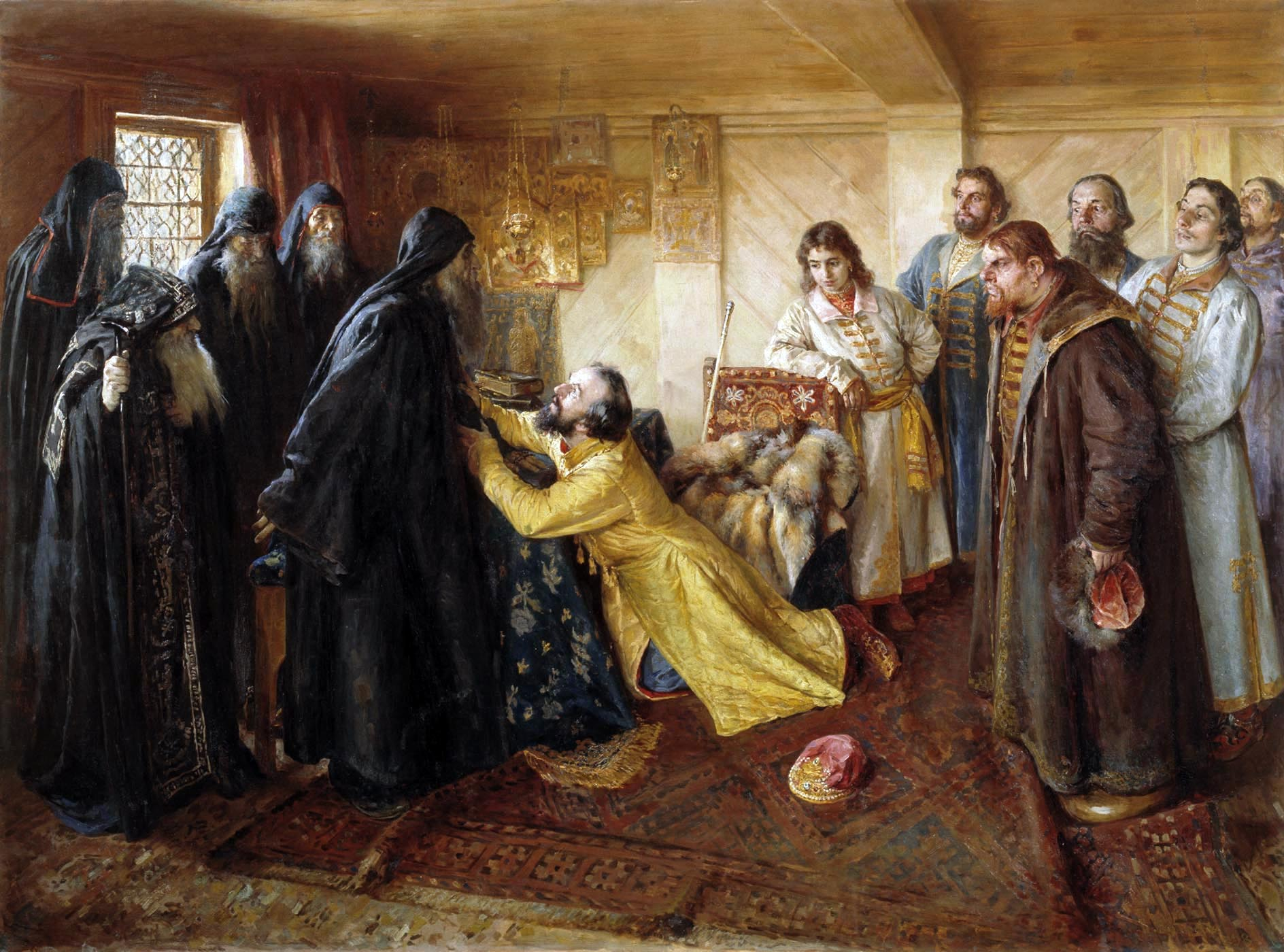
Цар Іван Грозний просить ігумена Корнилія постригти його в ченці. Картина К. В. Лебедєва (1852—1916), олія на полотні.

Джильс Флетчер, мемуари якого в Російській імперії довгий час не хотіли видавати через критично правдиве зображення московського політичного побуту, писав, що «Спосіб правління у них (московитів) вельми схожий до турецького, якому вони, очевидно намагаються наслідувати, наскільки це можливо по становищу своєї країни і в міру їх здібностей в справах політичних» (гл. 7). В історичній та історико-правовій літературі навіть існує думка, що "Реформи Івана IV були спрямовані на перетворення Московії за взірцем наймогутнішої держави того часу — Османської імперії. Проєкт Івана Пересвєтова містив лише ідею цих реформ. Сама ідея порхала в повітрі досить давно, і перші кроки до її втілення були вжиті ще Іваном ІІІ. Однак реформи не зводились лише до простого переймання турецьких порядків. В їх перебігу мали місце інновації і відступи від взірця, як було, наприклад, з вимірюванням земель і виплатами поміщикам додаткового жалування. … Реформи Івана IV перетворювали Московію в «східну державу». Під впливом східних традицій в Московському царстві навіть сформувався культ поклоніння грізному цареві як богу.
Як зауважував М. Костомаров, «своє прізвисько „Грозний“ Іван IV здобув перш за все як тиран і деспот, котрий з'їдається сумнівами і підозрілістю …. <Грозний> все життя знаходився під впливом то тих, то інших, … (причому дуже часто впливати на тирана було найвірнішим засобом бути з часом ним же й замученим)». «Несамовитим тираном» називав Івана Грозного К. Ф. Рилєєв.
Іван IV увійшов в історію не лише як тиран. Він був одним з найосвіченіших людей свого часу, мав феноменальну пам'ять, богословську ерудицію. Він автор численних послань (в тому числі до князя Курбського), музики і тексту служби свята Володимирської Богоматері, канону Архангелу Михаїлу. Цар сприяв організації книгодрукування в Москві і будівництва храму Василя Блаженного на Красній площі. На початку 2000-х рр. навіть обговорювалася ідея канонізації царя, однак вона зустріла спротив тодішнього патріарха Московського і Всєя Русі Алексія II з огляду на те, що від царя постраждало багато церковників, в тому числі митрополит Пилип II (Количев). Сам Алексій II назвав намагання прихильників канонізації Івана Грозного канонізувати царя "спробами псевдоревнителів Православ'я канонізувати тиранів і авантюристів.
|                                              |  |                                                      |  | |  |                                                  |
| Цар Іван Грозний. Худ. В. М. Васнецов (1897) |  | Іван Грозний у монастирі. Худ. В. Г. Шварц (XIX ст.) |  | Митрополит перед кончиною Івана Грозного посвячує його в схиму. Худ. П. І. Геллер (не пізніше 1886) |  | Смерть Івана Грозного. Худ. І. Я. Білібін (1935) |

Правління Івана Грозного відбувалось війною проти свого народу, державним терором, використовуваним виключно для зміцнення особистої влади, а це, в свою чергу, впливало на моральну атмосферу в суспільстві. Існуюча суспільна мораль розкладалась легкістю розправи над людиною. Все це наклало серйозний відбиток на подальшу російську історію. Політика терору, що проводилася Іваном Грозним, призвела до подій смутного часу і зміни правлячої династії в Московії.

## Родина
Докладніше: Діти Івана IV

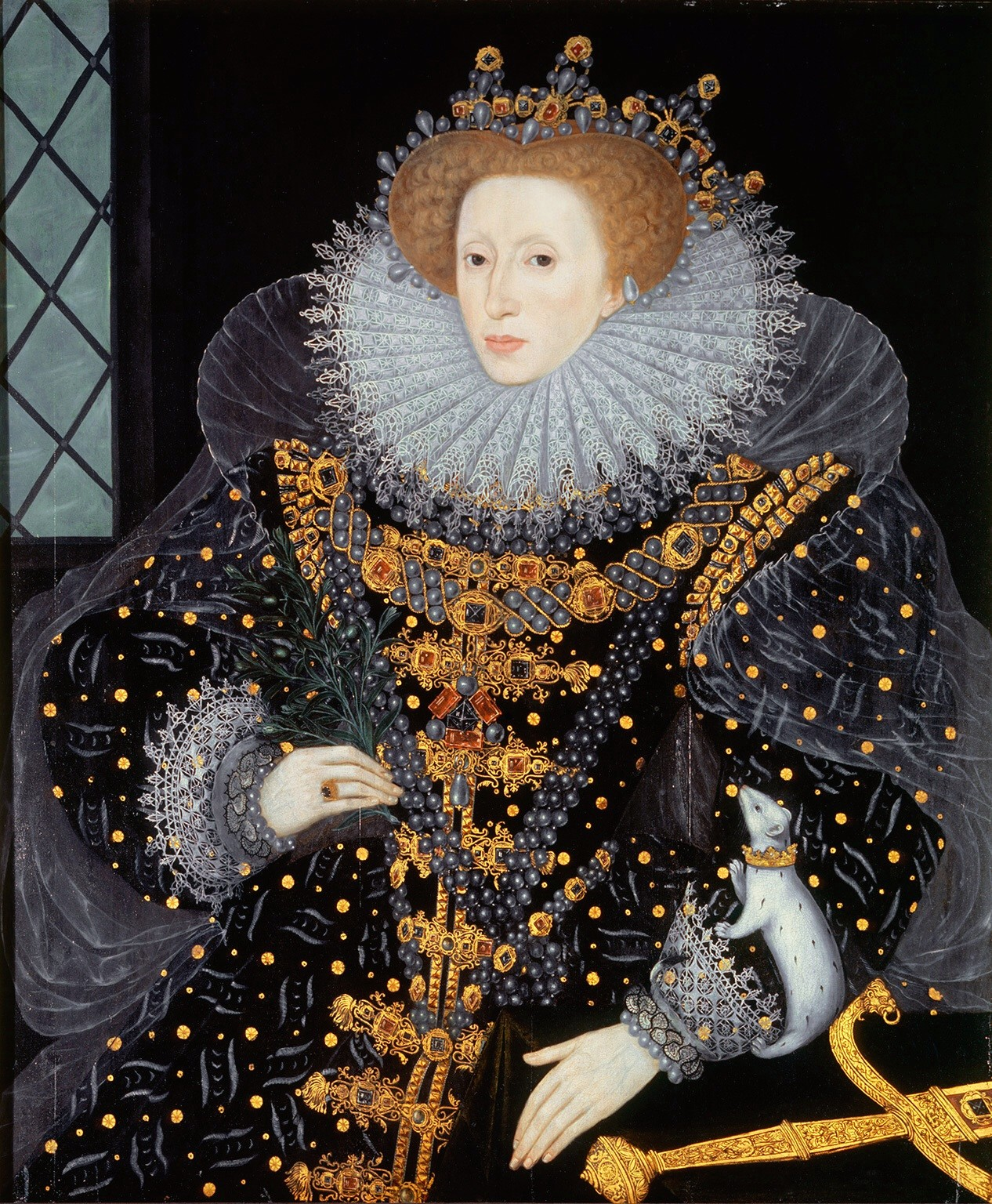
Іван IV запропонував Єлизаветі Тюдор вийти за нього заміж й просив переїхати до неї в Англію. Єлизавета на шлюб відповіла відмовою. Обурений, що королева знехтувала «нащадком римських імператорів», Іван IV, не церемонячись, у листі назвав Єлизавету «безсоромною дівицею, що засиділася в дівках».

Точно невідома кількість дружин Івана Грозного, але, ймовірно, він був одружений вісім разів (а якщо не брати до уваги його одноденний шлюб з княгинею Марією Долгорукою, то сім). Не рахуючи дітей, померлих у дитинстві, мав трьох синів. Від першого шлюбу з Анастасією Захар'їною-Кошкіною народилося двоє синів, Іван і Федір. Другою дружиною була дочка Кабардинського князя Марія Темрюківна. Третьою — Марфа Собакіна, несподівано померла через три тижні після весілля. За церковними правилами одружитися більше трьох разів заборонялося. У травні 1572 був скликаний церковний собор, щоб дозволити четвертий шлюб — з Анною Колтовською. Але в тому ж році вона була пострижена в черниці. П'ятою дружиною стала в 1575 Анна Васильчикова, померла в 1579, шостий, ймовірно, Василина Мелентьєва. Останній шлюб був укладений восени 1580 з Марією Нагою. 19 листопада 1582 народився третій син царя — Дмитро Іванович, який загинув у 1591 в Угличі.
| №     | Ім'я                                                      | Дата народж. | Весілля                                                                        | Припинення шлюбу              | Смерть                                      | Діти                                   | Портрет |
| ----- | --------------------------------------------------------- | ------------ | ------------------------------------------------------------------------------ | ----------------------------- | ------------------------------------------- | -------------------------------------- | ------- |
| 1     | Анастасія Романівна Захар'їна-Юрьєва                      | 1530/2       | 3 лютого 1547 року                                                             |                               | 7 серпня 1560                               | Численні, з них дорослі: Іван та Федір |         |
| 2     | Марія Темрюківна (Кученей), княжна Черкеська              | 1545/1546    | 21 серпня 1561                                                                 |                               | 6 вересня 1569                              | Син, помер немовлям                    |         |
| 3     | Марфа Василівна Собакіна                                  | ?            | 28 жовтня 1571 Олександрова Слобода                                            |                               | 13 листопада 1571                           | не було                                |         |
| 4     | Анна Олексіївна Колтовська (Анна Іванівна, інокиня Дарія) | ?            | після 28 квітня — травень 1572                                                 | вересень 1572                 | 5 квітня 1626                               | не було                                |         |
| ?     | Марія Долгорукая                                          | ?            | 1573 (?)                                                                       | 1573 (?)                      | Існування її визнається не всіма істориками | не було                                |         |
| (5)   | Анна Григорівна Васильчикова                              | ?            | вересень 1574 — серпень 1575 (найімовірніше, січень 1575) Олександрова Слобода | літо 1575/6                   | кінець 1576 — січень 1577                   | не було                                |         |
| (-/6) | Василіса Мелентіївна                                      | ?            | 1575 (?)                                                                       | до 1 травня 1577 (?)          | не пізніше 1578/79 (?)                      | не було                                |         |
| (6/7) | Марія Федорівна Нагая (інокиня Марфа)                     | ?            | близько 6 вересня 1580                                                         | 18 березня 1584 (смерть царя) | 1611                                        | Дмитрій Углицький                      |         |

Окрім того, Іван IV безрезультатно сватався до англійської королеви Єлизавети та її племінниці, дочки лорда Генрі, Мері Гастінґс.
Сімейне дерево

## Образ в культурі
Постать Івана Грозного неодноразово привертала увагу літераторів, художників, скульпторів, кінематографістів та інших митців і використовувалась у народній творчості та масовій культурі (комп'ютерні ігри та ін.).

### У народній творчості
- Численні російські народні пісні, героєм яких є Іван Грозний[49]

### У художній літературі
- Історична поема М. Ю. Лермонтова «Пісня про царя Івана Васильовича, молодого опричника й удатного купця Калашникова» («Пе́сня про царя́ Ива́на Васи́льевича, молодо́го опри́чника и удало́го купца́ Кала́шникова» , 1837)
- Повість О. К. Толстого «Князь Срібний» (Толстой А. К. Князь Серебряный: Повесть времен Иоанна Грозного, 1862[50])
- Історична повість Д. Л. Мордовцева «Москва сльозам не вірить» (1910[51])

### У живопису
Десятки картин, присвячених Грозному та подіям його часу, які тісно з ним пов'язані, пензля таких митців як Ілля Рєпін, Віктор Васнєцов, Клавдій Лєбєдєв, Микола Нєврєв, В'ячеслав Шварц, Павло Плєшанов, Іван Білібін та ін.:
- «Цар Іоанн Грозний та ієрей Сильвестр під час великої московської пожежі 24 червня 1547 року» Павла Плешанова (1855)
- «Іван Грозний показує скарби англійському послу Горсею» Олександра Литовченка (1875)
- Іван Грозний і син його Іван 16 листопада 1581 року (також відома як «Іван Грозний вбиває свого сина») Іллі Рєпіна (1883–1885)
- «Митрополит перед кончиною Івана Грозного посвячує його в схиму» Петра Геллера[ru] (не пізніше 1886)
- «Смерть Івана Грозного» Костянтина Маковського (1888)
- «Митрополит Пилип викриває Івана Грозного» Якова Турлигіна[ru] (кінець 1880-х рр.)[52]
- «Борис Годунов у Івана Грозного» Іллі Рєпіна (1890)
- «Цар Іоанн Грозний» Віктора Васнєцова (1897)
- «Іван Грозний і тіні його жертв» Михайла Петровича Клодта (точна дата створення невідома, орієнтовно кінець XIX ст.)
- «Царевич Іван на прогулянці» Михайла Авілова (1911)[53]
- «Опричники і бояри» Василя Худякова (точна дата створення невідома, після 1917)
- «Взяття Іваном Грозним лівонської фортеці Кокенгаузен» (інша назва «Іван Грозний в Лівонії»)[54] Павла Соколова-Скалі[ru] (1937–1943)
- «Цар Іван Грозний» Андрія Шишкіна (2009)[55]

### У скульптурі
- Скульптура М. М. Антокольського «Іван Грозний» (1871 р.)
- Скульптурний портрет Івана Грозного роботи антрополога М. М. Герасимова

### У театральних постановках
- «Іван Васильович», (п'єса Михайла Булгакова (1934—1936))
- «Цар Іоанн Грозний» (за мотивами трагедії О. К. Толстого «Смерть Іоанна Грозного» (1865); Малий театр Росії, режисер-постановник В. М. Драгунов (2009 рік)[56]).

### У кінематографі
Понад десяток документальних та художніх фільмів (різних жанрів), серед них::
- Художній фільм «Іван Грозний» (СРСР, дві серії (1941–1945, 1958); реж. Сергій Ейзенштейн)
- Комедія «Іван Васильович змінює професію» (СРСР, 1973)
- Історичний фільм «Цар Іван Грозний» (СРСР, 1991; реж. Геннадій Васильєв)
- Історико-біографічний фільм «Цар» (Росія, 2009; реж. Павло Лунгін)
- Телесеріал «Іван Грозний» (Росія, 2009; реж. А. Ешпай)
- Телесеріал «Годунов» (Росія, 2018; реж. О. Андріанов, Т. Алпатов)
- Телесеріал «Грозний» (Росія, 2020; реж. О. Андріанов)

### У масовій культурі
- один з персонажів відеогри Age of Empires III
- один з персонажів відеогри «Ніч в музеї: битва коло Смітсона» (Night at the Museum: Battle of the Smithsonian) (за мотивами кінофільму Ніч в музеї 2)

## Хронологія основних подій життя і правління

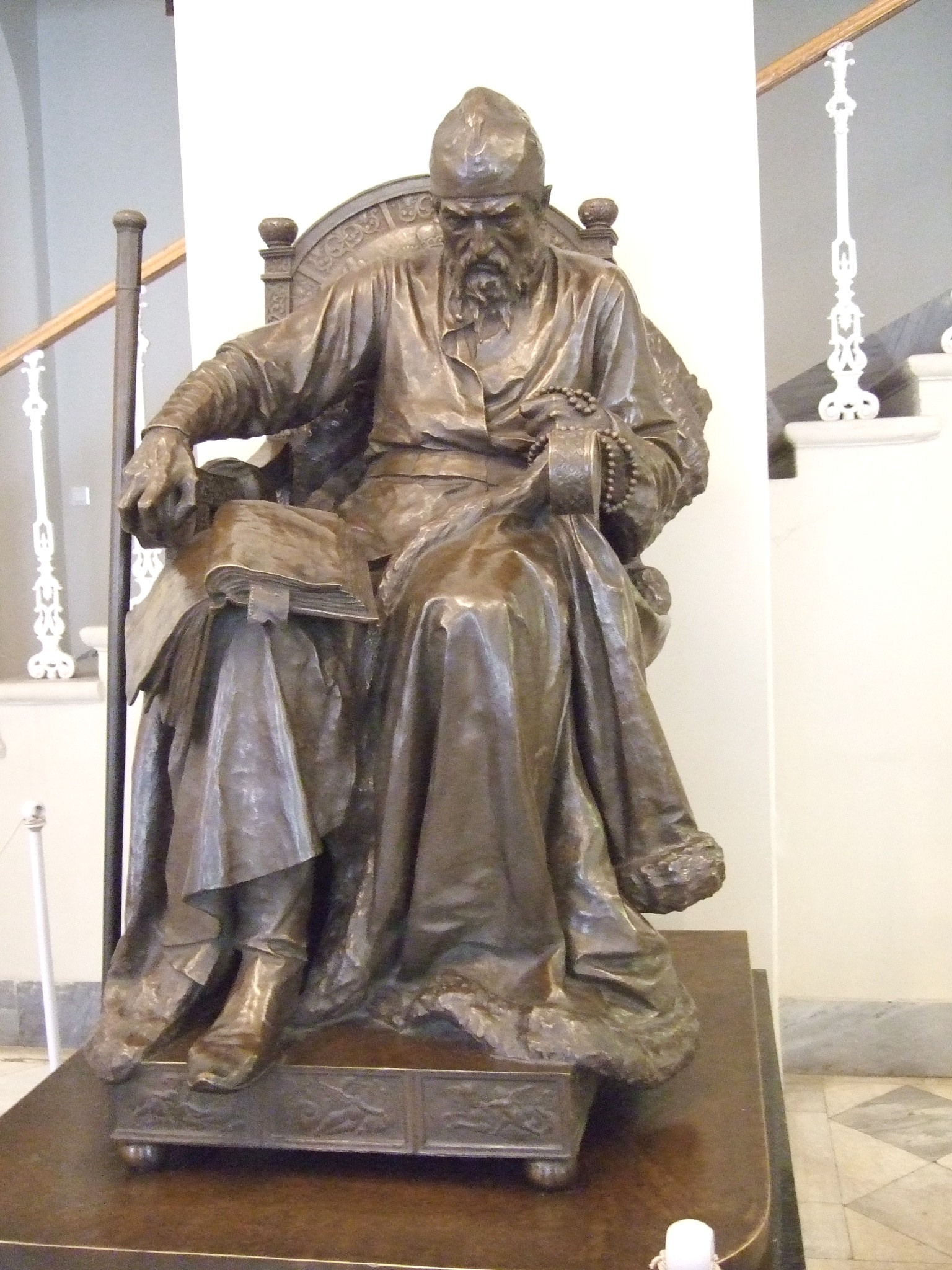
Іван Грозний. Скульптура М. М. Антокольського (1871 р.)

## Хронологія основних подій життя і правління[58]
- 1530, 25 серпня — народження Івана IV Грозного
- 1533, 3 грудня — смерть великого князя Василія III, батька Івана IV; початок номінального правління Івана IV
- 1533—1538 — регентство великої княгині Олени Глинської; боярське правління
- 1537, 2 травня — 1 червня — заколот князя Андрія Старицького (рідний брат великого князя Василія III, дядько Івана IV)
- 1538, 3 квітня — смерть великої княгині Олени Глинської
- 1542, 2 січня — прихід до влади боярського угрупування на чолі з князем Шуйським
- 1542, 16 березня — поставлення в митрополити Макарія
- 1543, кінець грудня — арешт і смерть князя Андрія Шуйського, очільника боярської партії
- 1545 — перший казанський похід
- 1546, 6 травня — страта князя Івана Кубенського і Воронцових
- 1547, 7 (16) січня — вінчання Івана IV на царство, прийняття ним царського титулу
- 1547, 3 лютого — одруження Івана IV з Анастасією Романівною Захар'їною-Юрьєвою(-Кошкіною) (померла 1560 р.)
- 1547, червень — «велика» пожежа і бунт у Москві
- 1547—1548 — другий казанський похід московських військ
- 1549—1550 — третій казанський похід московських військ
- 1549, лютий — скликання першого Земського Собору («Примирного»); створення системи приказів
- Кінець 1540-х рр. — кінець 1550-х рр. — діяльність дорадчо-виконавчого органу при царі — «Вибраної ради»
- 1550, червень — прийняття нового Судебника
- 1550 — створення стрілецького війська
- 1551, січень-лютий — «Стоглавий» церковний собор. Уніфікація церковного життя в Російській православній церкві
- 1551—1552 — приєднання до Московської держави марійських земель
- 1552, травень — початок третього казанського походу
- 1552, 1 жовтня — ультиматум казанцям про здачу міста, початок штурму, руйнування стін Казані
- 1552, 2 жовтня — взяття Казані; приєднання Казанського ханства до Московії
- 1554—1557 — московсько-шведська війна
- 1556, вересень — приєднання Астраханського ханства до Московії
- 1556 — видання уложення про службу
- 1558, січень — початок Лівонської війни
- 1561, 21 серпня — одруження Івана IV з на Марії Темрюківній Черкесській (померла 1569 р.)
- 1562, грудень — похід Івана IV на Литву
- 1564, 30 квітня  — зрада і втеча до Литви лівонського намісника, князя Андрія Курбського
- 1565, лютий — Земський собор у Москві, установлення опричнини
- 1566—1568 — перебування на чолі Російської православної церкви митрополита Пилипа II (Количева)
- 1566, 28 червня — скликання за наказом царя Земського Собору[59]. Протест земських дітей боярських проти встановлення опричнини
- 1568—1576 — створення Лицьового Зводу  — значного пам'ятника літописання Московського царства
- 1569 — підозрюючи, що Новгород збирається перейти до Литви, Іван IV особисто влаштував погром, відомий як придушення Новгородського заколоту, під час якого були розграбовані всі міста по дорозі від Москви до Новгорода[60]
- 1572, серпень — указ Івана IV про скасування опричнини
- 1584, 18 березня — смерть Івана IV

## Цікаві факти
- У 1557—1561 рр. на службі в Івана Грозного був український князь (козацький гетьман) Дмитро Вишневецький[61].
- Іван IV, як вважають від часу смерті цариці Анастасії (померла 7/20 серпня 1560 р.) і до кінця своїх днів, хворів на сифіліс[62], що було наслідком безладного статевого життя царя.
- За час опричнини в 1565—1572 рр. Іван IV фізично знищив за різними оцінками від 4 до 20 тисяч людей.
- Після смерті 1572 р. польського короля Сигізмунда II Августа, кандидатура Івана IV розглядалася як нового польського монарха[63], однак польська магнатерія не погодилася обрати Івана IV королем через його домагання аби Польща і Литва навіки з'єдналася з Московською державою і польський трон був визнаний спадковим в династії Рюриковичів[64].
- У додатковому указі 1582 р. до царського судебника статус офіційного покарання (додаткового до «биття батогом») отримало заслання[65]; постановлялось «лихова человека казнити торговою казнью (тобто бити батогом на торговій площі) да сослати в казаки в Украйные города»[66].

## Видання творів
- Русская историческая библиотека. Том 31. — Спб.: Типогр. М. А. Александрова, 1914.
- Послания Ивана Грозного. Подготовка текста Д. С. Лихачева и Я. С. Лурье. Перевод и комментарии Я. С. Лурье. М.- Л., 1951;
- Переписка Ивана Грозного с Андреем Курбским.  — М.: Наука, 1979. (Серия: Литературные памятники) [Архівовано 5 березня 2021 у Wayback Machine.] (Literaturnye_pamyatniki/_Literaturnye_pamyatniki_P-R_.html#537 Переписка Ивана Грозного с Андреем Курбским.  — М.: Наука, 1979. (Серия: Литературные памятники) [Архівовано 28 травня 2014 у Wayback Machine.]);
- Иван IV Грозный. Сочинения. — СПб.: Азбука, 2000;
- Иоанн Грозный. Царская правда / Сост., предисл., комм. В. Г. Манягина. — М.: Алгоритм, Эксмо, 2009. — 320 с.

| S: | Твори цього автора перебувають у суспільному надбанні. Ви можете допомогти проєкту, додавши їх у Вікіджерела. |

### Довідково-енциклопедична література
- Мицик Ю. А. Іван IV, Іван IV Васильович Грозний (25.08.1530—18.03.1584) // Енциклопедія історії України: Т. 3: Е-Й / Редкол.: В. А. Смолій (голова) та ін. НАН України. Інститут історії України. — К.: Наукова думка, 2005. — 672 с. — С. 394 [Архівовано 10 березня 2016 у Wayback Machine.]
- Иоанн IV Васильевич [Архівовано 28 липня 2013 у Wayback Machine.] // Енциклопедичний словник Брокгауза і Єфрона (рос.)
- Середонин С. Иоанн IV Васильевич Грозный [Архівовано 18 серпня 2017 у Wayback Machine.] // Русский биографический словарь: в 25-ти томах. — СПб. — М., 1896—1918. — Т. 8. — С. 229—271. (рос.)
- Иван IV Васильевич Грозный // В кн.: Славянская энциклопедия. Киевская Русь — Московия: в 2-х т. Т. 1. А — М. / Авт.- сост. В. В. Богуславский.— М.: Олма-Пресс, 2005. — 784 с. — С. 462—476. (фр.)
- Иван Грозный. Энциклопедия / Под ред. М. Л. Вольпе. — М.: АСТ; Зебра Е, 2007. — 414 с. (рос.)

### Праці загального характеру
- Nørretranders, Bjarne. The shaping of czardom under Ivan Groznyj. — Copenhagen, Munksgaard, 1964. — 188 р. (англ.)
- Веселовский С. Б. Царь Иван Грозный в работах писателей и историков: Три статьи. — М.: Ассоциация исследователей российского общества XX века, — АИРО–XX, 1999. — 80 с. (рос.)
- Филюшкин А. И. История одной мистификации: Иван Грозный и «Избранная рада». — Воронеж: Изд-во ВГУ, 1998. — 352 с. (рос.)
- Шмидт С. О. Становление российского самодержавства. Исследование социально-политической истории времени Ивана Грозного. — М.: Мысль, 1973. — 358 с.
- Шмидт С. О. У истоков российского абсолютизма: Исследование. социально-политической истории времени Ивана Грозного. — M.: Прогресс-Культура, 1996. — 496 с. (рос.)
- Шмидт С. О. Россия Ивана Грозного. Сборник статей. — М.: Наука, 1999. — 556 с. (рос.)
- Колобков В. А. Митрополит Филипп и становление московского самодержавия. Опричнина Ивана Грозного: Монография. Под общ. ред. С. О. Шмидта, науч. ред. Г. П. Енин ; Рос. нац. б-ка. — СПб.: Алетейя, 2004. — 639, [1] с. (рос.)
- Мутья Н. Н. Иван Грозный: историзм и личность правителя в отечественном искусстве XIX—XX вв.: Монография. — Санкт-Петербург: Алетейя, 2010. — 490, [1] с., [16] л. ил., цв. ил., портр.: ил. (рос.)
- Бачинский А. А., Ерусалимский К. Ю., Козляков В. Н., Шварц И. Проект раздела Речи Посполитой между Россией и Священной Римской империей: Краковский столбец начала 1576 года [Архівовано 15 травня 2021 у Wayback Machine.] // Studia Slavica et Balcanica Petropolitana. — 2019. № 2 (26). Июль—Декабрь. С. 135—166.

### Літописи та інші першоджерела російською мовою
- Царственная книга, т. е. летописец царствования царя Иоанна Васильевича от 7042 до 7061, напечатан с письменного, который сыскан в Москве в Патриаршей библиотеке. — СПб.: Типографія Императорской Академіи Наукъ, 1769. — 358 с. [Архівовано 2 січня 2014 у Wayback Machine.] (рос.)
- Курбский A. M. История о великом князе Московском. Издание Археографической комиссии. — СПб., 1913. — 192 с. (рос.)
- Курбский A. M. История о великом князе Московском (Адаптация на современный русский язык Н. М. Золотухиной). — М.: УРАО, 2001. — 162 с. [Архівовано 27 вересня 2014 у Wayback Machine.] (рос.)

### Повідомлення та спогади іноземців

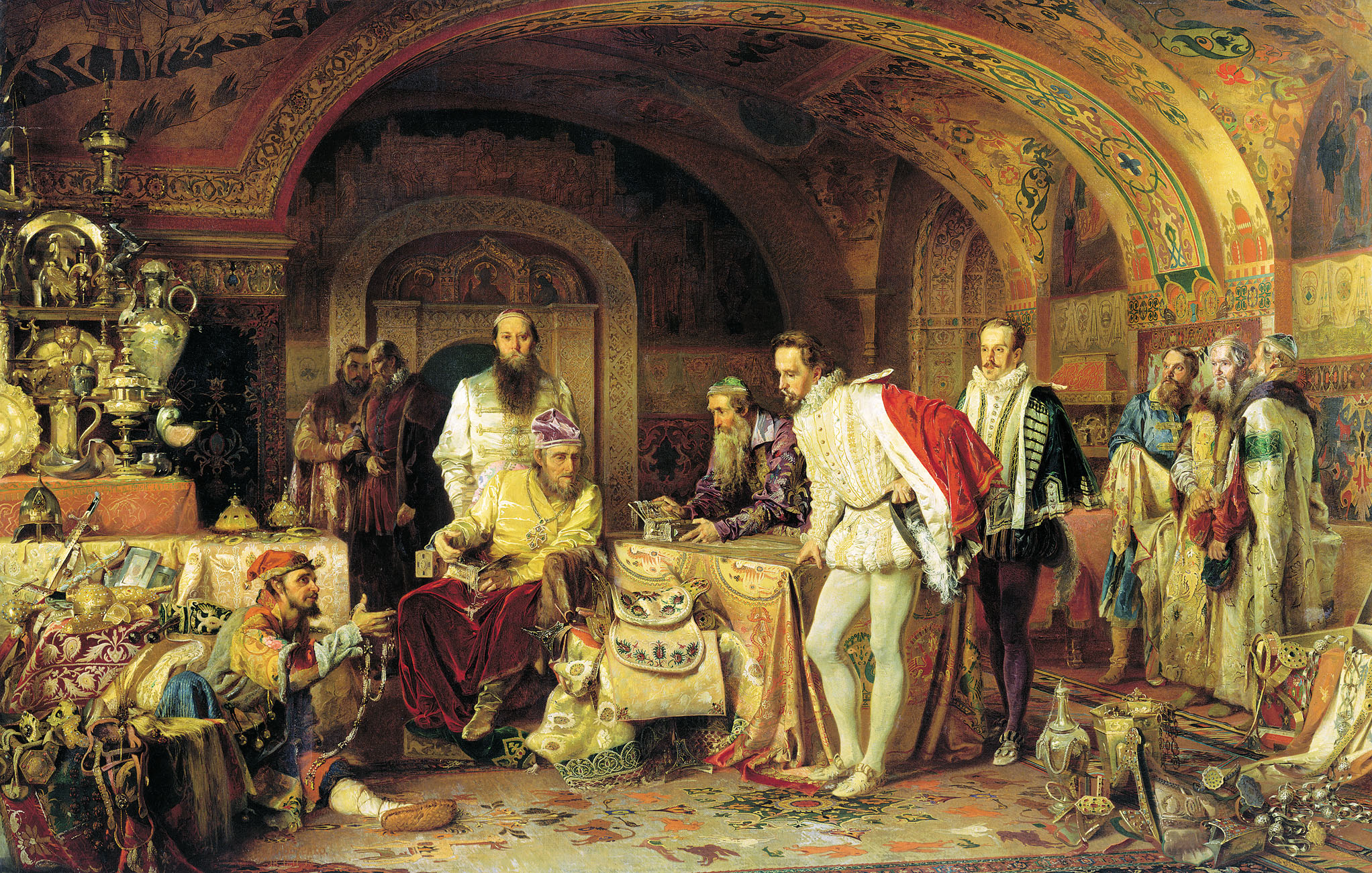
Іван Грозний показує скарби англійському послу Горсею.
Картина О. Д. Литовченка (1875). Джером Горсей — англійський дипломат, що особисто знав Івана Грозного і багатьох російських придворних. Спостережливий Горсей залишив цінні спогади про Московію XVI — початку XVII століть

- Бухау, Даниил. Начало и возвышение Московии / Соч. Даниила Принца из Бухова, советника августейших императоров Максимилиана II и Рудольфа II и дважды бывшего чрезвычайным послом у Ивана Васильевича, великого князя Московского; С латин. пер. Ив. А. Тихомиров. — М.: О-во истории и древностей российских при Моск. ун-те, 1877: Унив. тип. (М. Катков), 1877. — III, 73 с. [Архівовано 3 січня 2014 у Wayback Machine.] (також тут: Принц (Принтц), Даниил фон Бухау. Иван Грозный: Отзыв современника-иностранца. 1576 г. / Пер. И. Тихомирова. // Русская старина. 1878. Май. С. 169—173.) (рос.)
- Гейденштейн Р. Записки о Московской войне (1578—1582). Пер. с латинского. — СПб.: Археографическая комиссия, 1889. — LXXXVI с. + 309 с. + 28 с. [Архівовано 4 липня 2015 у Wayback Machine.](рос.)(рос.)
- Ульфельдт Я. Путешествие в Россию / Пер. Л. Н. Годовиковой; отв. ред. Дж. Линд, А. Л. Хорошкевич. — М., 2002. (рос.)
- Павел Юстен. Посольство в Московию (1569—1572) = Matka Moskovana 1569—1572. — СПб.: Блиц, 2000. — 216 с. — («Россия и Северная Европа»). (рос.)(рос.)
- Рейнгольд Гейденштейн. Записки о Московской войне (1578—1582). Альберт Шлихтинг. Новое известие о России времен Ивана Грозного. Генрих Штаден. О Москве Ивана Грозного. — Рязань: Александрия, 2005. — 606 с. — («Источники истории»). (рос.)
- Горсей Джером. Записки о России XVI — начала XVII в. / Пер. и сост. А. А. Севастьяновой. — М.: Издательство МГУ, 1990. — 288 с. (рос.)
- Флетчер Д. О государстве русском. — СПб.: Издательство А. С. Суворина, 1906. (рос.)
- Антоний Дженкинсон. Путешествие из Лондона в Москву. 1557—1558 гг. //  В кн.:  Английские путешественники в Московском государстве в XVI веке / Пер. с англ. Ю. В. Готье ; отв. ред. Н. Л. Рубинштейн ; худож. В. А. Селингинский. — Ленинград, 1937. — 306, [2] с. (рос.)
- Ченслор Ричард. Новое путешествие и открытие царства Московии по северо-восточному пути в 1553 г. … //  В кн.: Английские путешественники в Московском государстве в XVI веке / Пер. с англ. Ю. В. Готье ; отв. ред. Н. Л. Рубинштейн ; худож. В. А. Селингинский. — Ленинград, 1937. — 306, [2] с. (рос.)
- Поссевино А. Исторические сочинения о России XVI в. — М.: Издательство МГУ, 1983. (рос.)

### Біографії
- Костомаров Н. И. Царь Иван Васильевич Грозный // в кн.: Костомаров Н. И. Русская история в жизнеописаниях ее главнейших деятелей: в 3 кн., 7 вып. — Репринт. воспроизв. изд. 1873—1888 гг. — Москва: Книга, 1990. — Кн. 1. — С. 457—520. (див. також: Костомаров Н. И. Личность царя Ивана Васильевича Грозного // в кн.: Собрание сочинений Н. И. Костомарова. Исторические монографии и исследования. — СПб.: Типография М. М. Стасюлевича, 1903. — Кн. 5, Т. 13. — С. 393—448.) (рос.)
- Тихомиров Е. А. Первый царь московский Иоанн IV Васильевич Грозный. Краткий обзор его царствования. — М.: Типография Общества распространения полезных книг, 1892. — 116 с. [Архівовано 3 грудня 2013 у Wayback Machine.] (рос.)
- Линд Т. Иоанн Грозный: [Ист. очерк]. — Москва: типо-лит. т-ва В. Чичерин, 1910. — 80 с. (рос.)
- Мансуров С. Царь Иоанн Грозный как государственный деятель западного типа: [Очерк] / Сергей Мансуров. — Харьков: тип. журн. «Мирн. труд», 1910. — [2], 39 с. (рос.)
- Князьков С. А. Царь Иван Васильевич Грозный и его время. — 4-е изд., испр. и доп. — СПб.: П. Луковников, 1914. — 128 с. [Архівовано 3 грудня 2013 у Wayback Machine.] (рос.)
- Платонов С. Ф. Иван Грозный. — Пг. : Брокгауз-Ефрон, 1923. — 160 с. — («Образы человечества»). [Архівовано 7 січня 2014 у Wayback Machine.] (також тут [Архівовано 4 липня 2015 у Wayback Machine.] + Иван Грозный, 1530—1584 / С. Ф. Платонов, Р. Ю. Виппер; Иван Грозный / Р. Ю. Виппер; сост. и авт. вступ. ст. Д. М. Володихин ; худож. Л. Л. Михалевский ; ред. А. Л. Федотова ; Университет Российской академии образования. — М.: УРАО, 1998. — 221 с. [Архівовано 10 травня 2021 у Wayback Machine.]) (рос.)
- Смирнов И. И. Иван Грозный. — Л.: Госполитиздат, 1944. — 108 с. [Архівовано 30 жовтня 2014 у Wayback Machine.] (рос.)
- Кобрин В. Б. Иван Грозный. — М.: Московский рабочий, 1989. — 175 с. (рос.)
- Скрынников Р. Г. Иван Грозный н его время. — М.: Знание , 1991. — 64 с. — (Новое в жизни, науке, технике. Сер. «История»; № 7). (рос.)
- Ганс фон Римша, Манфред Хельманн. Российские самодержцы. Екатерина II. Иван IV Грозный. — («Исторические силуэты»). — Ростов-на-Дону: Феникс, 1998. — 320 с. (рос.)
- Флоря Б. Н. Иван Грозный. — М.: Мол. гвардия, 1999. — 403 (13) с. ил. — («Жизнь замечат. людей»; Вып. 766). (рос.)
- Шапошник В. В. Иван Грозный: Первый русский царь. — СПб., 2006. (рос.)
- Исабель де Мадариага. Иван Грозный: Первый русский царь / Пер. с англ. — М.: Омега-пресс, 2007. — 605 с., [16] л. цв. ил. (Isabel de Madariaga. Ivan the Terrible: First Tsar of Russia. — New Haven and London: Yale University Press, 2005. — XXII + 484 p. [Архівовано 26 лютого 2021 у Wayback Machine.]) (рос.)
- Боханов А. Н. Царь Иоанн IV Грозный. — М.: Вече, 2008. — 345 с. — (Императорская Россия в лицах).(також нове видання: Боханов А. Н. Царь Иоанн Грозный; Рос. ин-т стратег. исслед. — М.: ФИВ, 2013. — 559 с.) (рос.)
- Ланник Л. В. Царь Иван Грозный. — М.: Издательство Мир книги, 2008. — 240 с. (рос.)
- Морозова Л. Е. Иван IV Грозный: Имя Россия. Исторический выбор 2008. — М.: ACT; Астрель, 2008. — 159 с. (рос.)
- Роберт Пейн, Никита Романов. Иван Грозный: тиран, безумец, святой / [пер. с англ. Е. Сутоцкой]. — Москва: Эксмо, 2010. — 477, [1] с. (рос.)
- Духопельников В. М. Иван Грозный. — Х.: Фолио, 2011. — 120 с. — («Знаменитые люди планеты»). (рос.)
- Lehtovirta, Jaakko. Ivan IV as Emperor: The Imperial Theme in the Establishment of Muscovite Tsardom. — Turku: J. Lehtovirta, 1999. — 387 p.
- Володихин Д. М. Иван Грозный и его окружение. — М.: Академический проект, 2016. — 614 с. — (Русская история: эпохи).

### Дослідження реформ Івана Грозного
- Зимин А. А. Реформы Ивана Грозного: очерки социально-экономической и политический истории России середины XVI в. — М.: Соцэкгиз, 1960. — 511 с. (рос.)
- Носов Н. Е. Становление сословно-представительных учреждений в России: Изыскания о земской реформе Ивана Грозного / АН СССР. Ин-т истории СССР. Ленингр. отд-ние; Отв. ред. С. Н. Валк. — Л.: Наука. Ленингр. отдедение, 1969. — 602 с. (рос.)
- Бовыкин В. В. Русская земля и государство в эпоху Ивана Грозного: очерки по истории местного самоуправления в XVI в. — СПб.: Издательство «Дмитрий Буланин», 2014. — 432 с. (рос.)

### Праці про Лівонську війну
- Шапран А. А. Ливонская война. 1558—1583. — Екатеринбург: Сократ, 2009. — 528 с. (рос.)
- Иван Грозный — завоеватель Полоцка: (новые документы по истории Ливонской войны) / Сост., подгот. к публ., вступ. ст. В. Ю. Ермак. — СПб.: Издательство «Дмитрий Буланин», 2014. — 484 с. (рос.)

### Праці про опричнину
- Сухотин Л. М. Иван Грозный до начала опричнины // Сб. Русского археологического общества в Югославии. — Том III. — Белград, 1940. (рос.)
- Садиков П. А. Очерки по истории опричнины. АН СССР, Ин-т истории, Ленингр. отд. — М.: Издательство Академии наук, 1950. — 594 с. [Архівовано 17 травня 2014 у Wayback Machine.] (рос.)
- Веселовский С. Б. Исследования по истории опричнины. — М.: Наука, 1963. (рос.)(рос.)
- Зимин А. А. Опричнина Ивана Грозного. — М.: Мысль, 1964. — 535 с. [Архівовано 30 жовтня 2014 у Wayback Machine.] (рос.)
- Скрынников Р. Г. Опричный террор. — Л.: Издательство ЛГУ, 1969. (рос.)
- Григорьев Г. Л. Кого боялся Иван Грозный? К вопросу о происхождении опричнины. — М.: Интерграф Сервис, 1998. (рос.)
- Кобрин В. Б. Опричнина. Генеалогия. Антропонимика: Избр. труды. — М.: Рос. гос. гуманит. ун-т, 2008. — 369 с. [Архівовано 30 жовтня 2014 у Wayback Machine.] (рос.)
- Опричное братство. Всех воров на кол! // [сборник материалов по истории опричнины] / Авт.-сост. и авт. предисл. С. Шумов, А. Андреев. — М.: Алгоритм; Эксмо, 2005. — 411, [2] c.
- Фроянов И. Я. Грозная опричнина. — М.: Эксмо; Алгоритм, 2009. — 560 с. (рос.)
- Курукин И. В., Булычев А. А. Повседневная жизнь опричников Ивана Грозного. — М.: Молодая гвардия, 2010. — 374(10) с.: ил. — (Живая история: Повседневная жизнь человечества). (рос.)

### Праці про особисте та сімейне життя Івана Грозного
- Морозова Л. Е., Морозов Б. Н. Иван Грозный и его жены. — М.: Дрофа-Плюс, 2005. — 284, [2] с. (рос.)
- Детлеф, Йена. Русские царицы (1547—1918) / Пер. с. нем. Т. В. Григорьевой; вступит. ст. И. А. Воронина. — М.: Астрель, 2008. — 384 с. — С. 19–44. (рос.)

### Праці історіографічного характеру
- Ельянов Е. М. Иван Грозный — созидатель или разрушитель? Исследование проблемы субъективности интерпретаций в истории. — М.: Едиториал УРСС, 2004. — 216 с. (рос.)
- Шишкин И. Г. Отечественная историография истории управления в Российском государстве конца XV—XVI вв. (1917 — начало XXI в.). — Тюмень: Изд-во ТюмГУ, 2009. — 596 с. (рос.)(рос.)
- Бушуев С. В., Миронов Г. Е. История государства Российского: Историко-библиогр. очерки. Кн. первая. IX—XVI вв. / Гос. б-ка СССР им. В. И. Ленина. — М.: Кн. палата, 1991. — 544 с. (рос.)

### Дисертації та автореферати
- Горшков И. Д. Опричнина Ивана Грозного в описаниях современников-иностранцев (На примере сочинений Альберта Шлихтинга): Диссертация на соискание степени кандидата исторических наук: Спец. 07.00.02, 07.00.09. — Ярославль, 2005. — 264 с. (рос.)
- Сайнаков Н. А. Личность царя в контексте опричного времени: историографические и методологические аспекты исследования. Автореф. дис. на соиск. учен. степ. к. ист. н.: Спец. 07.00.09. — Томск, 2005. — 26 с. (рос.)
- Кромм М. М. Политический кризис в России 30–40-годов XVI века (борьба за власть и механизм управления страной). Автореферат диссертации на соискание ученой степени доктора исторических наук: Спец. 07.00.02 — Отечественная история. — Санкт-Петербург: Санкт-Петербургский институт истории РАН, 2010. — 47 с. (рос.)
- Толчев И. А. Отражение взглядов Ивана Грозного на власть в социально-политической практике Московского государства 40–80-х гг. XVI в. Автореф. дис. канд. ист. наук. — Оренбург: Оренбургский гос. пед. ун-т, 2010. — 30 с. (рос.)

## Відео
- Русские цари. Эпоха грозного царя. Иван IV Васильевич. Документальний історичний фільм (Студія Berg Sound, Росія, 2011) [Архівовано 19 червня 2014 у Wayback Machine.]
- Иван Грозный. Проект Энциклопедия / Encyclopedia Channel [Архівовано 30 червня 2014 у Wayback Machine.]
- В поисках истины / Иван Грозный: Тиран поневоле. Документальний фільм [Архівовано 11 жовтня 2014 у Wayback Machine.] (Україна, телеканал СТБ 2011)